# Kuczki
Kuczki is een dorp in het Poolse woiwodschap Łódź, in het district Poddębicki. De plaats maakt deel uit van de gemeente Uniejów en telt 180 inwoners.